# باميلا يونغ
باميلا يونغ (بالإنجليزية: Pamela Young)‏ هي كاتِبة نيوزيلندية، ولدت في عقد 1930.